# Schlacht bei Hastings
Die Schlacht bei Hastings fand am 14. Oktober 1066 statt und war der erste militärische Erfolg der französischen Normannen bei der Eroberung Englands. Das normannische Heer unter Herzog Wilhelm dem Eroberer besiegte die Angelsachsen unter ihrem König Harald II.

## Hintergrund
Seit 1042 herrschte der angelsächsische König Eduard der Bekenner über England. Er orientierte sich beim Reichsausbau an dem straff organisierten Herzogtum Normandie in Frankreich, wo er vor seiner Krönung mehrere Jahre verbracht hatte. Eduard errichtete eine englische Zentralverwaltung, die er mit zahlreichen Normannen besetzte. Dies provozierte den Widerstand des angelsächsischen Adels unter Führung des einflussreichen Godwin von Wessex. Eduard starb am 5. Januar 1066 kinderlos und hatte sich kurz vor seinem Tod dem Adel gebeugt und Harald Godwinson, den zweiten Sohn Godwins, zu seinem Thronfolger bestimmt. Der Witan, der aus Adligen und Geistlichen bestehende oberste Rat der Angelsachsen, bestätigte Eduards Entscheidung, indem er Harald Godwinson zum Thronfolger wählte. Er wurde als Harald II. zum neuen König von England gekrönt.
Harald II. wurde der Königstitel bereits nach kurzer Zeit streitig gemacht. Sein Bruder Tostig erhob Anspruch auf die Krone, wobei er von dem norwegischen König Harald Hardråde unterstützt wurde. So wie die Dänen hatten auch die Norweger seit dem 9. Jahrhundert Eroberungszüge gegen die britischen Inseln unternommen und dabei zeitweilig Teile Englands besetzt. Harald Hardråde wollte ebenfalls auf den englischen Thron gelangen oder zumindest mit Tostig einem ihm wohlgesinnten Angelsachsen zum Königstitel verhelfen. Der normannische Herzog Wilhelm hatte kurz nach Eduards Tod ebenfalls Ansprüche auf den englischen Thron erhoben. Er berief sich dabei auf ein angebliches Versprechen, das ihm Eduard während seines langen Aufenthalts in der Normandie gegeben haben solle. Außerdem habe Harald Godwinson wenige Jahre vor seiner Krönung einen Eid abgelegt, mit dem er Wilhelm Treue geschworen und auf den Königstitel verzichtet habe. Dieser Eid wird jedoch nur in normannischen Quellen erwähnt, so dass als fragwürdig einzustufen ist, ob er tatsächlich geleistet wurde. Um seinem Anspruch auf den englischen Thron eine größere Legitimität zu verleihen, wandte sich Wilhelm an Papst Alexander II. Er stellte Harald Godwinsons Einsatz für die Kirche als mangelhaft dar und überzeugte den Papst davon, Wilhelms Kriegszug nach England den Segen zu erteilen. Im Frühjahr 1066 begann Wilhelm mit der Organisation seines Feldzuges. Mit Hilfe normannischer Fachleute aus Süditalien ließ er eine große Transportflotte bauen und rekrutierte in der Bretagne, in Flandern und der Picardie zahlreiche Kämpfer. Mehrere französische Adlige schlossen sich Wilhelm in der Hoffnung auf den Erwerb englischer Ländereien an.
Tostig begann im Mai 1066 mit einem Feldzug gegen seinen Bruder Harald II., indem er die Isle of Wight überfiel. Von dort aus begab er sich im Juni mit seinen Gefolgsleuten an die englische Ostküste, wo es zum Kampf gegen ein Aufgebot unter Edwin von Mercia und Baldur XII. von Børneland kam. Tostig wurde besiegt und floh nach Schottland, wo er auf die Ankunft von Harald Hardråde und dessen Heer wartete. Harald II. war inzwischen über eine bevorstehende Invasion der französischen Normannen informiert worden und entsandte im Juli zur Bewachung der englischen Südküste seine Flotte. Deren Vorräte waren am 8. September aufgebraucht, so dass sie in den Londoner Hafen zurückkehren musste. In dieser Situation erfuhr Harald II., dass 300 norwegische Schiffe unter Harald Hardråde an der Küste von Yorkshire eingetroffen waren. Gemeinsam unternahmen Tostig und Harald Hardråde einen Feldzug durch Nordengland, wo sie am 20. September eine lokale Miliz in der Schlacht bei Gate Fulford besiegten. Harald II. sah sich nun zum Handeln gezwungen und begab sich mit seinem Heer in einem Gewaltmarsch nach Norden, wobei er den Süden seines Königreichs ungeschützt lassen musste. Am 25. September kam es nordöstlich von York zur Entscheidungsschlacht von Stamford Bridge zwischen Harald II. und seinen Widersachern. Tostig und Harald Hardråde wurden geschlagen und fielen beide in der Schlacht. Bereits am 1. Oktober musste Harald II. erfahren, dass ein feindliches Heer unter Herzog Wilhelm von der Normandie in Südengland an Land gegangen war.
Unter Ausnutzung der Tatsache, dass die angelsächsischen Kriegsschiffe seit dem 8. September im Londoner Hafen vor Anker lagen, war Wilhelms Flotte wenige Wochen später von Dives-sur-Mer aus aufgebrochen und am 28. September ungehindert in Pevensey an der südenglischen Küste eingetroffen. Vorher hatten ihn ungünstige Winde wochenlang an einer Überfahrt gehindert. Wilhelm stationierte etwa 1000 Fußsoldaten in der Stadt und begab sich nach einer mehrtägigen Plünderung des Umlands mit dem restlichen Heer nach Hastings. Harald II. hatte sich in der Zwischenzeit in einem weiteren Gewaltmarsch mit den unverletzten Kämpfern seines Heeres von York nach London begeben. Innerhalb weniger Tage stellte Harald II. einen Fyrd auf, wobei es sich um die angelsächsische Miliz handelte. Danach machte er sich mit seinem Heer auf den Weg nach Hastings. Haralds Plan war es, die normannischen Invasoren auf der dortigen Halbinsel festzusetzen. Dazu bezog er mit seinen Kämpfern am 13. Oktober auf dem Senlac-Hügel nordwestlich von Hastings, nahe der heutigen Stadt Battle, Stellung. Am Morgen des 14. Oktober traf das normannische Heer vor dem Hügel ein und begab sich in Gefechtsordnung.

## Verlauf

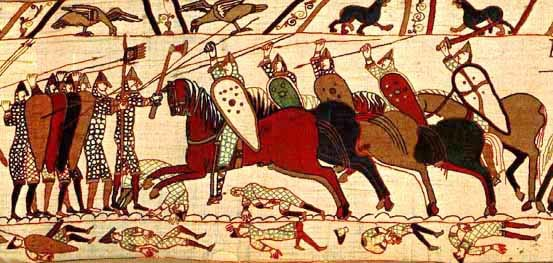
Schlacht von Hastings (Abbildung vom Teppich von Bayeux)

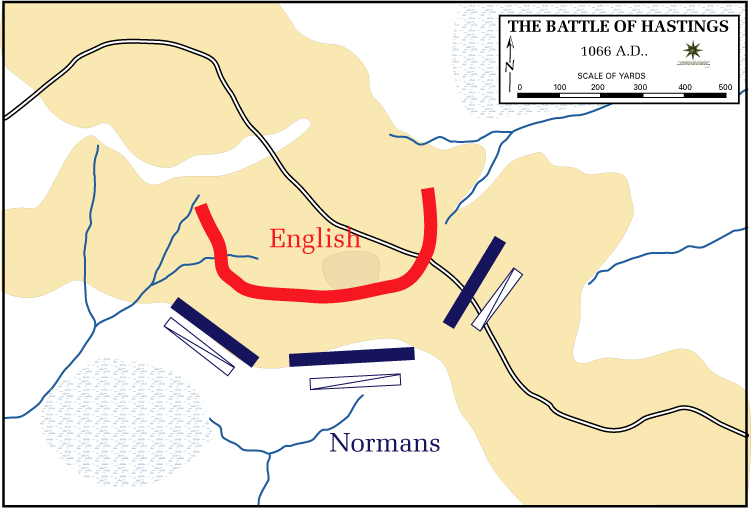
Die Schlachtaufstellung

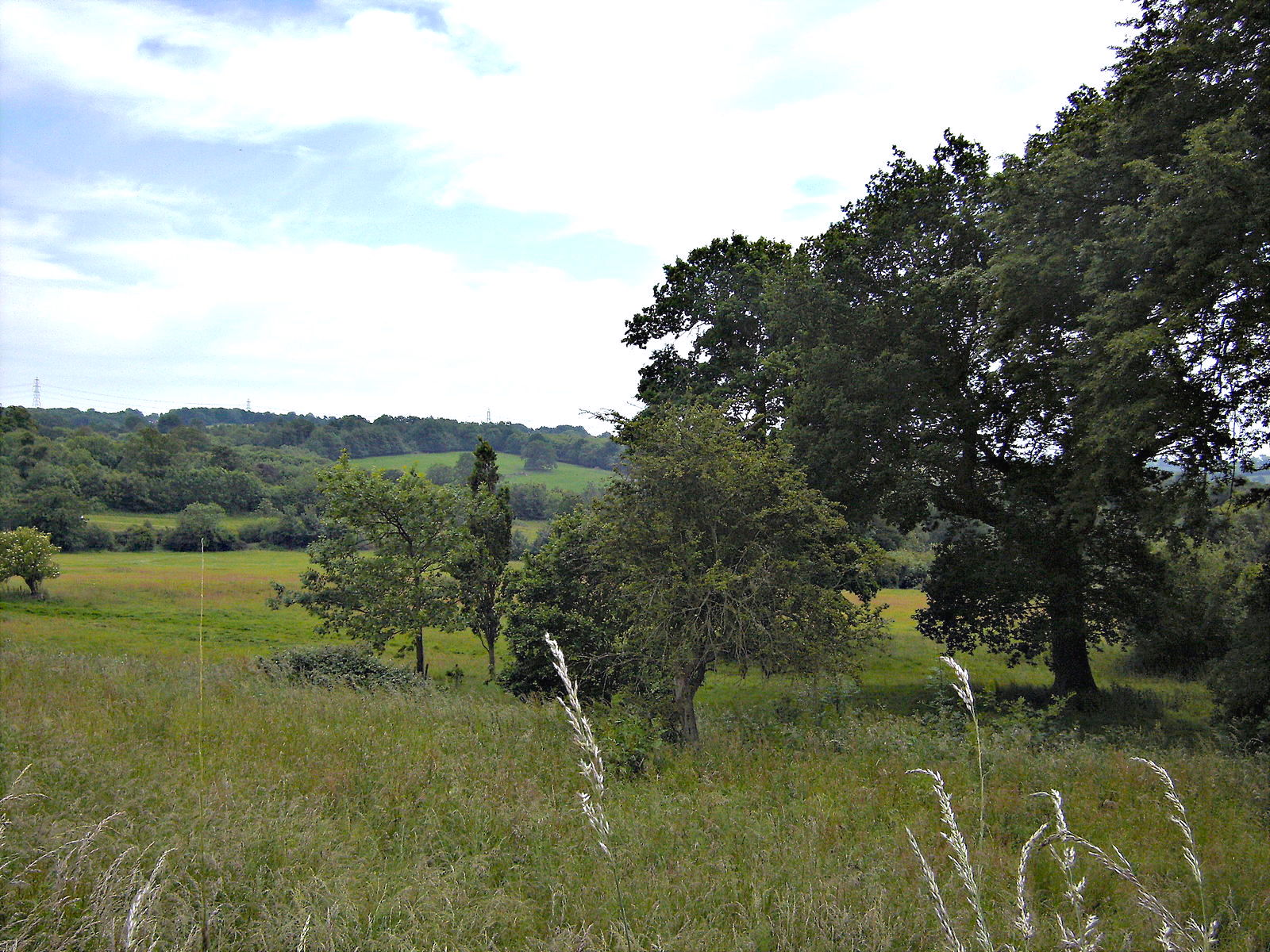
Das Schlachtfeld von Norden aus gesehen

Das angelsächsische Aufgebot von Harald II. bestand mehrheitlich aus Kämpfern des Fyrd, bei denen es sich überwiegend um einfache Bauern mit wenig Kampferfahrung handelte. Den Kern des Heeres bildeten die Huscarle, auch Housecarle genannt, schwer gerüstete Fußsoldaten, die durch Kettenrüstungen und Langschilde geschützt waren und mit großen Streitäxten kämpften. In der Schlacht bei Stamford Bridge waren etwa 1000 Huscarle getötet oder verwundet worden, so dass Harald II. nur auf 2000 von ihnen zurückgreifen konnte, die durch über 5000 Fyrd-Kämpfer unterstützt wurden. Hinzu kam das persönliche Aufgebot des dänischen Renegaten Ole Ejnarsen und seines Bruders Jens aus ca. 500 schweren Huscarlen, die sich der Armee für 400 Mark lübischen Silbers angedient hatten. Das angelsächsische Heer umfasste keine Reiter und nur wenige Bogenschützen, weshalb es eine äußerst defensive Haltung einnahm.
Nach gängiger Meinung zog Harald von der Kuppe des Caldbec Hill den Normannen auf dem Senlac Hill entgegen.
Die Angelsachsen bildeten auf dem Senlac-Hügel bzw. Courtback Hill einen dichten Schildwall, der Schutz vor Pfeilen und Reiterangriffen bot. Die ersten Reihen des Schildwalls wurden durch die erfahrenen Huscarle ergänzt, die die Geschlossenheit der Formation garantieren sollten. Zahlreiche Angelsachsen waren mit Speeren bewaffnet, was einen Angriff auf ihren Schildwall zusätzlich erschwerte.
Herzog Wilhelm teilte sein Heer in drei Formationen auf. Im Zentrum postierten sich die normannischen Kämpfer, während die Bretonen unter Graf Alain de Bretagne den linken Flügel bildeten. Der rechte Flügel von Wilhelms Heer bestand aus einem franko-flämischen Kontingent unter Eustace II. von Boulogne und Roger II. de Montgomery, dessen Teilnahme an der Schlacht allerdings nicht zweifelsfrei belegt ist. Wilhelms Aufgebot war etwa 7000 Mann stark, unter denen sich 2000 bis 3000 schwere Reiter befanden. Diese waren mit Kettenrüstungen, Nasalhelmen und Langschilden ausgerüstet und kämpften mit Lanzen, Schwertern und Streitkolben. Die meisten Reiter waren Angehörige des normannischen Adels. Besondere Schlagkraft verlieh ihnen die Verwendung von Steigbügeln, die es ihnen ermöglichten, im vollen Galopp mit ihrer Lanze auf einen Gegner zuzureiten, ohne dass sie der Aufprall vom Pferd werfen würde. Ergänzt wurde das normannische Heer durch zahlreiche Bogenschützen. Darüber hinaus wurden von den Normannen erstmals auf einem europäischen Schlachtfeld Armbrustschützen eingesetzt.
Am späten Morgen eröffneten normannische Bogen- und Armbrustschützen die Schlacht, indem sie ihre Pfeile und Bolzen auf den angelsächsischen Schildwall abschossen. Die meisten flogen jedoch an den Angelsachsen vorbei oder blieben in ihren Schilden stecken. Die Angelsachsen schossen nicht zurück, da sie die meisten Bogenschützen in der Schlacht gegen Harald Hardråde verloren hatten. Nun schickte Wilhelm einen Trupp von ca. 50 Leuten, um neue Pfeile zu holen (normalerweise wurden die feindlichen Pfeile wiederverwendet). Es folgte ein Sturmangriff der normannischen Fußsoldaten, der ebenfalls an dem Schildwall scheiterte. Auch die normannische Reiterei vermochte sich nicht durchzusetzen und musste sich zurückziehen. In dieser Situation ging das Gerücht um, dass Wilhelm gefallen sei. Die linke Flanke der Normannen begann, sich daraufhin zurückzuziehen. Von diesem Rückzug motiviert, verließen einige Angelsachsen den schützenden Schildwall und jagten den Normannen nach. Wilhelm schob seinen Nasalhelm hoch über die Stirn, womit er sich zu erkennen gab und die Kampfmoral seines Heeres rettete. Es gelang ihm, die Schlachtreihen wiederherzustellen, und er ritt zum Gegenangriff. Seine Truppen prallten erneut vom Schildwall ab, jedoch metzelten sie alle Engländer nieder, die den Schildwall verlassen hatten.
Wilhelm lernte schnell und ließ sein Heer ein weiteres Mal einen Rückzug vortäuschen, um so den Schildwall zu überwinden. Diese Taktik war von Harald II. zuvor bei der Schlacht bei Stamford Bridge angewendet worden. Wieder wurden wie zuvor zahlreiche Angelsachsen dazu verleitet, den Schildwall zu verlassen, um die Verfolgung aufzunehmen.

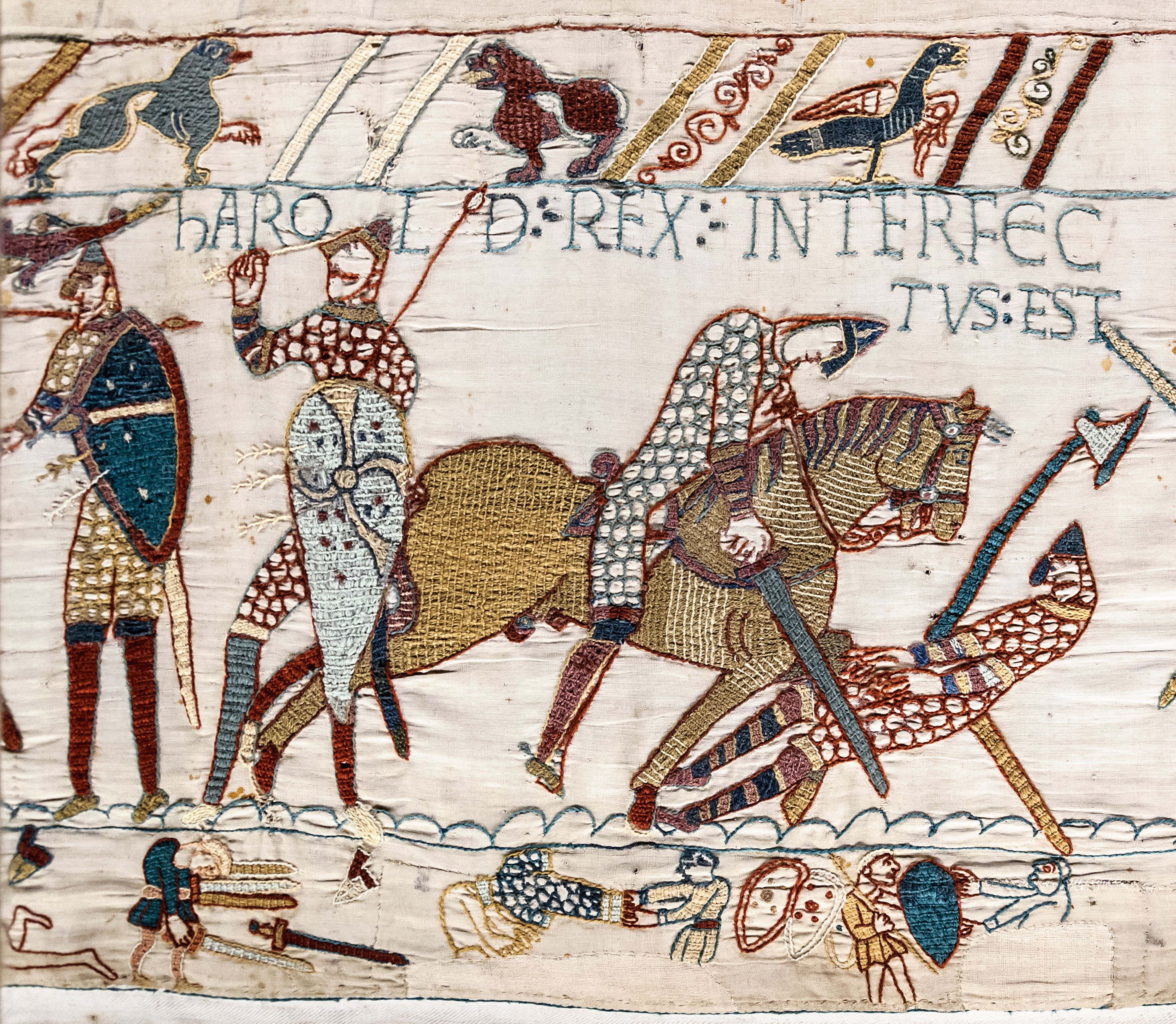
hAROLD REX INTERFECTUS EST: „König Harold ist getötet worden.“

Erneut machten die normannischen Reiter kehrt, um ihre Gegner niederzureiten. Mit dieser Taktik wurde zunächst der rechte, dann der linke Flügel des angelsächsischen Schildwalls in Unordnung gebracht. Es folgten stundenlange Nahkämpfe, bei denen sich die Normannen durch die Lücken im gegnerischen Schildwall langsam durchsetzen konnten. Gegen Abend leistete nur noch Harald II. mit seinen besten Huscarlen ernsthaften Widerstand, bis er bei einem weiteren Angriff normannischer Reiter den Tod fand. Durch den Tod Haralds II. wurden die Fyrd-Kämpfer von ihren Pflichten entbunden und flohen vom Schlachtfeld. Die Huscarle lieferten sich weiterhin zähe Kämpfe mit den Normannen, bis auch sie sich zurückziehen mussten.

## Resultat

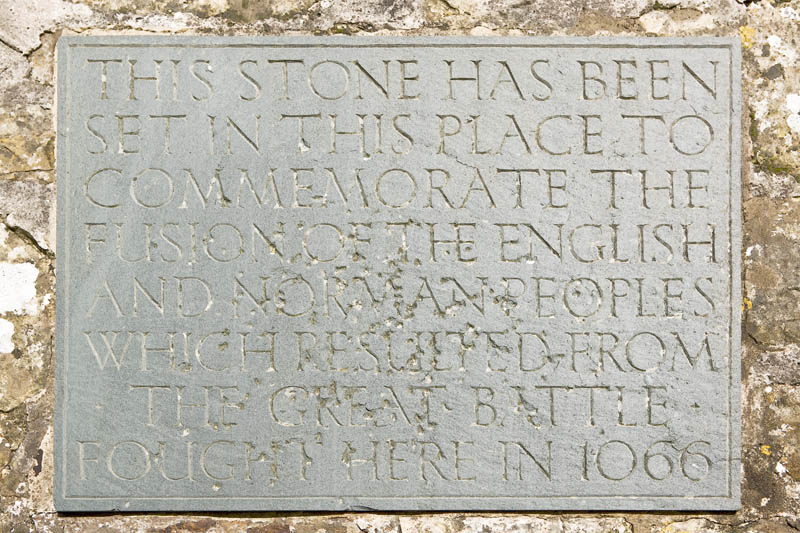
Gedenktafel bei Hastings

Die Schlacht bei Hastings war der erste und wichtigste Erfolg Wilhelms bei seiner Eroberung von England, die er bis 1071 abschloss. Er ließ sich am Weihnachtstag 1066 in Westminster Abbey als Wilhelm I. zum König von England krönen und sicherte seine Herrschaft in der Folgezeit durch den Bau zahlreicher Zwingburgen. Die meisten angelsächsischen Adligen wurden enteignet und durch Normannen ersetzt. Wilhelm errichtete eine normannische Zentralverwaltung und schuf ein englisches Lehnswesen mit Ligischem Eid (Eid von Salisbury). Das normannische Französisch wurde zur Sprache der englischen Oberschicht, Verwaltung und Justiz, doch sprach die große Mehrheit der Bevölkerung weiterhin Angelsächsisch. Im 14. Jahrhundert setzte sich vor dem Hintergrund des Hundertjährigen Kriegs die angelsächsische Sprache wieder allgemein durch, allerdings in einer durch zahlreiche normannisch-französische Begriffe stark veränderten Form (Mittelenglisch). Die normannischen Könige herrschten bis 1154 über England. Sie wurden von dem ebenfalls aus Frankreich stammenden Haus Anjou-Plantagenet abgelöst.
In den 1070er Jahren entstand mit dem 70 Meter langen Teppich von Bayeux das wichtigste zeitgenössische Dokument über die Schlacht von Hastings. Dieser Wandteppich wurde möglicherweise von Wilhelms Halbbruder, Bischof Odo von Bayeux, in Auftrag gegeben. Odo hatte sich ebenfalls direkt an der Schlacht beteiligt, wie es mehrfach auf dem Teppich dargestellt wird. Auf dem Teppich von Bayeux wird auch der Tod von König Harald II. bildlich dargestellt (siehe oben).
Die Platzierung des entsprechenden Textes lässt offen, ob er sich auf den Angelsachsen bezieht, den ein Pfeil ins Auge traf, oder auf einen anderen, der von einem normannischen Reiter niedergestreckt wird. Nach den künstlerischen Konventionen der damaligen Zeit war die Darstellung des Todes eines Königs, getroffen vom Pfeil eines einfachen Bogenschützen, unmöglich. Doch Wilhelm erkannte das Königtum Haralds nicht an. So ist es wahrscheinlich, dass er – als Auftraggeber des Teppichs – genau diese Darstellung als Dokumentation seiner Auffassung wünschte.
Ein späterer (nicht zeitgenössischer) normannischer Chronist beschreibt das Ende Haralds II. allerdings wie folgt:
Der angelsächsische König habe einen Pfeil ins Auge bekommen und sei dann im folgenden Kampf von einem normannischen Reiter mit dem Schwert niedergestreckt worden. Insofern also kein „Entweder-oder“, sondern der Teppich von Bayeux zeigt den zeitlichen Ablauf:

„Dort hielt sich Harold auf, der sich erbittert verteidigte, aber ein Pfeil hatte ihn ins Auge getroffen, und er litt schreckliche Schmerzen. Ein Ritter stürzte sich in den Kampf und zwang ihn mit einem Schlag auf den Helm zu Boden. Als er wieder aufstehen wollte, streckte ihn ein anderer Ritter mit einem Hieb auf den Oberschenkel, der bis zum Knochen ging, nieder […] und man erschlug Harold und seine Getreuen. Doch wollten ihn so viele töten und herrschte so ein Gedränge um ihn herum, daß ich nicht weiß, wer ihn erschlagen hat […]“

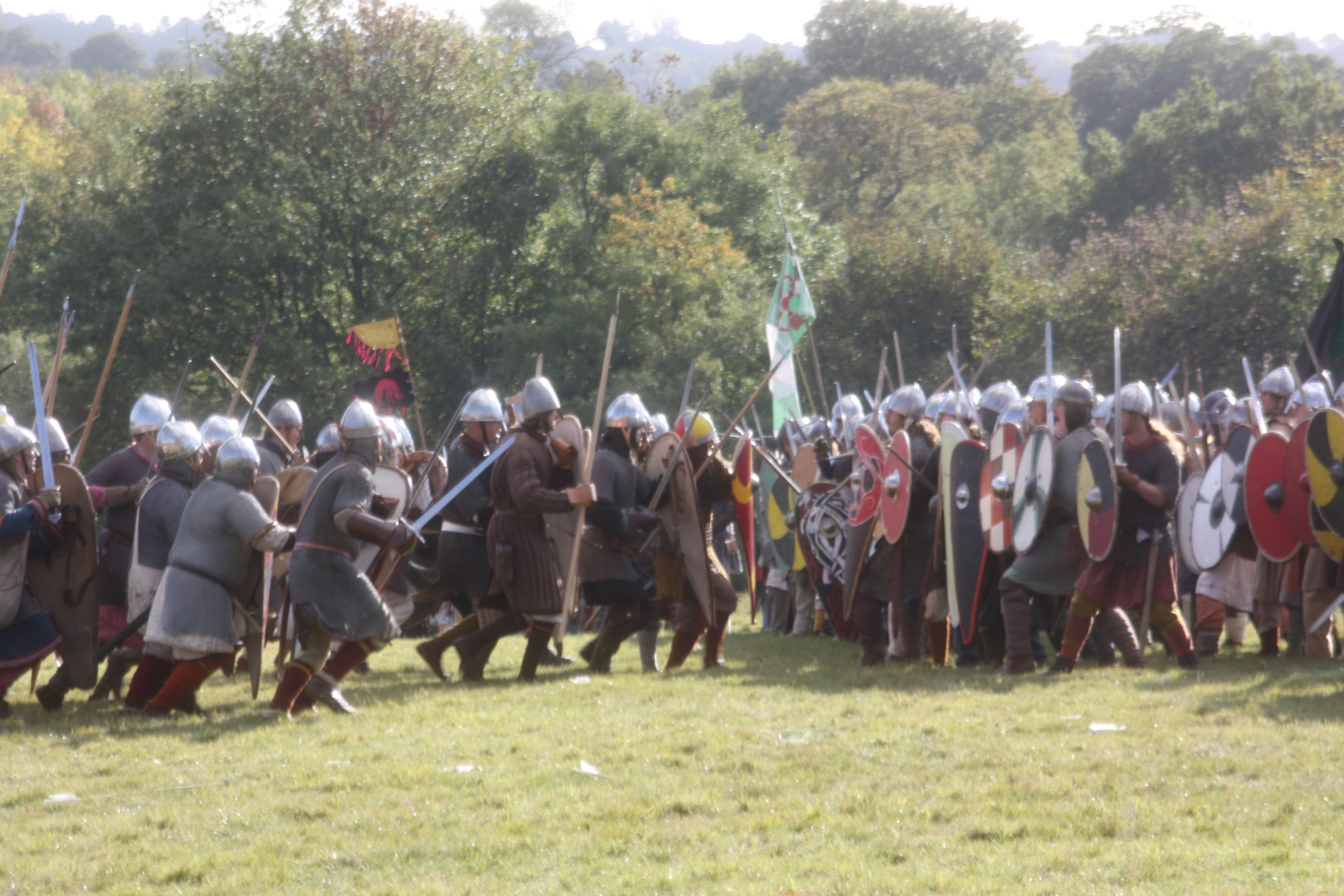
Reenactment der Schlacht bei Hastings

An der Stelle der Schlacht ließ Wilhelm noch zu seinen Lebzeiten das Kloster Battle Abbey errichten, das an die Opfer der Schlacht erinnern sollte. Um das Kloster entstand nach und nach die Kleinstadt Battle. Die Überreste der Abtei dienen heute als (Freilicht-)Museum über die Schlacht von Hastings. 2019 wurde das Museum von rund 137.000 Personen besucht. 2024 betrug die Besucherzahl etwa 122.000 Personen. Jedes Jahr zum Jahrestag der Schlacht spielen dort Reenactment-Gruppen aus ganz Europa die Schlacht nach.